# Straník (szczyt)
Straník (769 m) – szczyt w zachodniej części Gór Kisuckich (słow. Kysucká vrchovina) w północnej Słowacji.

## Położenie
Wznosi się nad miejscowościami Teplička nad Váhom (od półncnego wschodu), Nededza (od północy) i Kotrčiná Lúčka (od południowego zachodu). Na północno-zachodnich stokach Straníka, na wysokości sięgającej do 590 m, leży Zástranie – peryferyjne osiedle Żyliny. Wschodnie stoki opadają do doliny potoku Kotrčiná, oddzielającej go od szczytów Hrádok i Hrádisko.

## Charakterystyka
Masyw Straníka wchodzi w skład Pienińskiego Pasa Skałkowego (słow. Bradlové pásmo). Budują go skały pochodzące z mezozoiku i paleogenu: w części północnej piaskowce, zlepieńce i iłowce (flisz), zaś w części południowej głównie margle i łupki margliste.
Straník jest porośnięty lasem, ale na jego podszczytowych zachodnich stokach jest polana będąca startowiskiem dla paralotniarzy. Polana ta jest dobrym punktem widokowym. Na szczycie stoją dwie wieże przekaźników radiokomunikacyjnych. Od zachodu, z osady Zástranie, prowadzi na szczyt droga jezdna i szlak turystyczny.
Na szczycie Straníka odkryto pozostałości grodziska, jednego z największych w całym rejonie Kotliny Żylińskiej, które pełniło swoją funkcję w późnej epoce brązu i młodszej epoce żelaza. Miało powierzchnię ok. 6 ha i obejmowało cały szczyt góry. Od północy broniły go potężne wały, podczas gdy od strony południowej naturalne, skaliste ukształtowanie terenu.

## Szlak turystyczny
– Zástranie (Teplička nad Váhom) – Straník

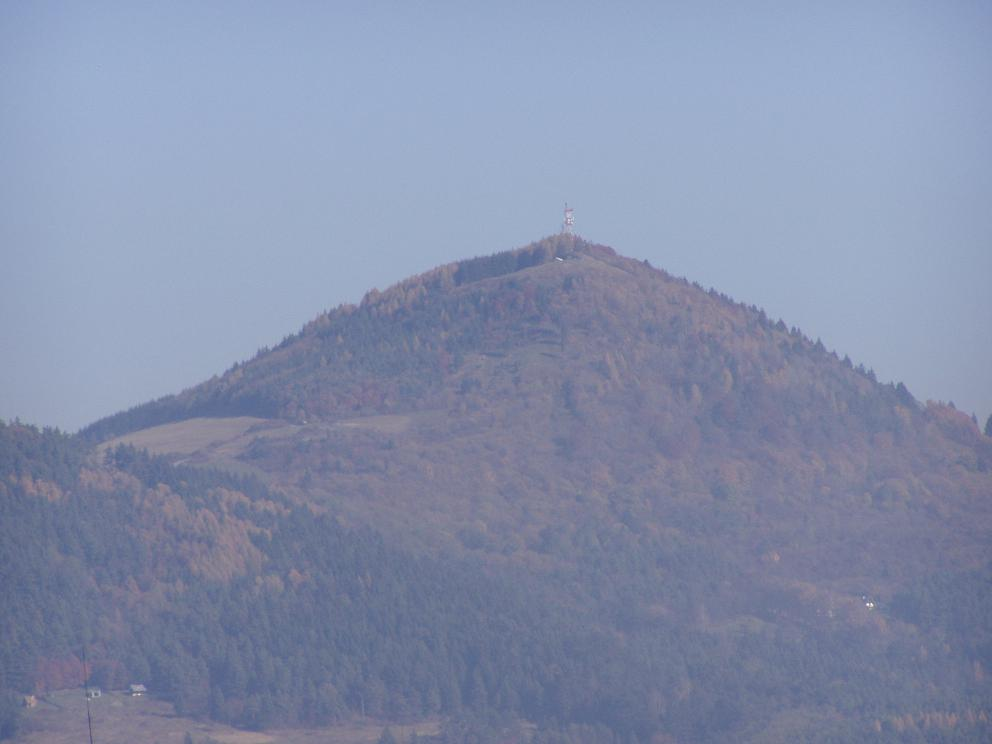
Kopuła szczytowa
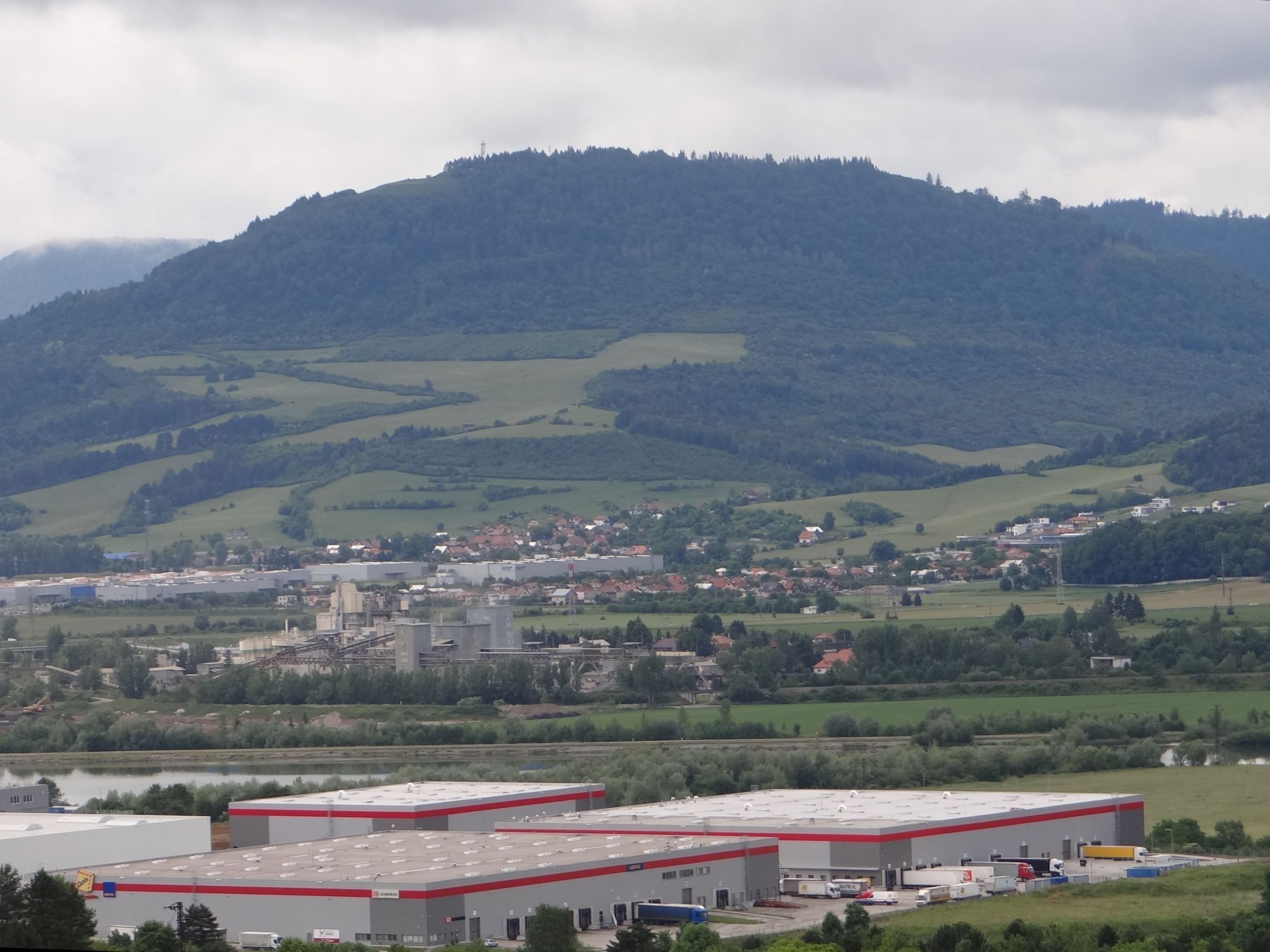
Widok z Zamku Strečno
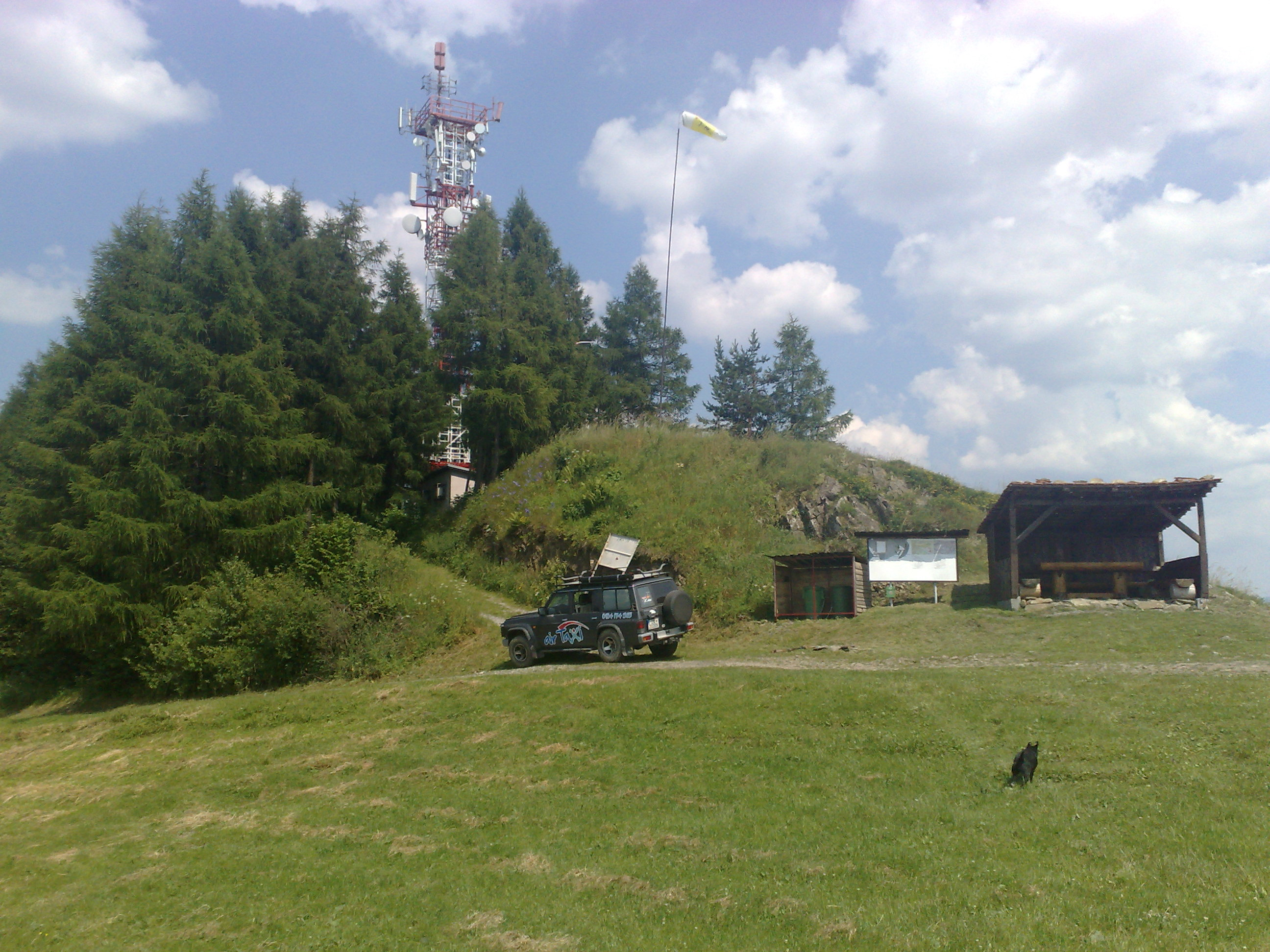
Wierzchołek
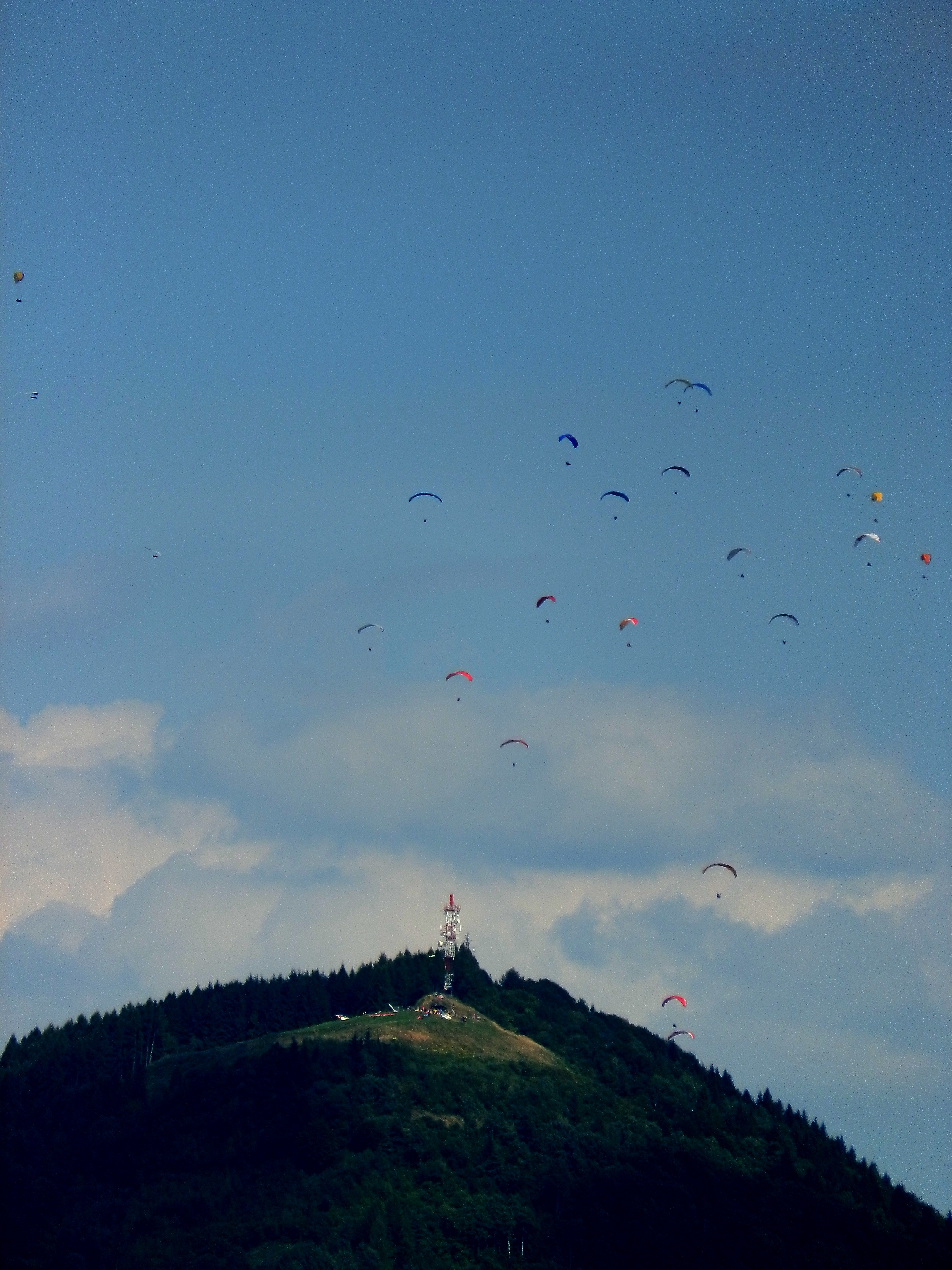
Paralotniarze nad Straníkiem